# Aïn Feka
Aïn Feka est une commune de la wilaya de Djelfa en Algérie.

## Géographie
La commune de Ain Feka est située à 150km au nord-est du chef-lieu de la Wilaya de Djelfa.